# Talara miniata
Talara miniata là một loài bướm đêm thuộc phân họ Arctiinae, họ Erebidae.